# At-Tawani
At-Tawani (arab. التواني) – miejscowość w Syrii, w muhafazie Damaszek. W 2004 roku liczyła 2446 mieszkańców.